# رورال هال (كارولاينا الشمالية)
رورال هال (بالإنجليزية: Rural Hall town, North Carolina)‏ هي بلدة تقع بولاية كارولاينا الشمالية في الولايات المتحدة. تبلغ مساحتها 7.41 كم2، وترتفع عن سطح البحر 308.1528 م، بلغ عدد سكانها 2,937 نسمة في عام 2010 حسب إحصاء مكتب تعداد الولايات المتحدة وتصل الكثافة السكانية فيها 396.4 نسمة لكل كيلومتر مربع (1,026.7/ميل2).

## التركيبة السكانية
حدّد مكتب تعداد الولايات المتحدة بيانات التركيبة السكانية لرورال هال في تعداد الولايات المتحدة. في ما يلي، التركيبة السكانية حسب تعدادي 2000 و2010.

### تعداد عام 2000
بلغ عدد سكان رورال هال 2,464 نسمة بحسب تعداد عام 2000، وبلغ عدد الأسر 1,081 أسرة وعدد العائلات 706 عائلة مقيمة في البلدة. في حين سجلت الكثافة السكانية 332.5 نسمة لكل كيلومتر مربع (861.2/ميل2). وبلغ عدد الوحدات السكنية 1,160 وحدة بمتوسط كثافة قدره 156.5 لكل كيلومتر مربع (405.3/ميل2).
وتوزع التركيب العرقي للبلدة بنسبة 79.38% من البيض و12.26% من الأمريكيين الأفارقة و0.20% من الأمريكيين الأصليين و0.32% من الأمريكيين ذوي الأصول الآسيوية و0.12% من سكان جزر المحيط الهادئ و6.82% من الأعراق الأخرى و0.89% من عرقين مختلطين أو أكثر و8.32% من الهسبانيون أو اللاتينيون من أي عرق.
بلغ عدد الأسر 1,081 أسرة كانت نسبة 31.1% منها لديها أطفال تحت سن الثامنة عشر تعيش معهم، وبلغت نسبة الأزواج القاطنين مع بعضهم البعض 49.5% من أصل المجموع الكلي للأسر، ونسبة 12.1% من الأسر كان لديها معيلات من الإناث دون وجود شريك، بينما كانت نسبة 3.7% من الأسر لديها معيلون من الذكور دون وجود شريكة وكانت نسبة 34.7% من غير العائلات. تألفت نسبة 30.5% من أصل جميع الأسر من عدة أفراد يعيشون في نفس المنزل ونسبة 12% كانت تتألف من شخص يعيش بمفرده يبلغ من العمر 65 عاماً أو أكثر. وبلغ متوسط حجم الأسرة المعيشية 2.28، أما متوسط حجم العائلات فبلغ 2.83.
بلغ العمر الوسطي للسكان 38.8 عاماً. وكانت نسبة 22.6% من القاطنين تحت سن الثامنة عشر، وكانت نسبة 8.4% بين الثامنة عشر والرابعة والعشرين عاماً، ونسبة 29.9% كانت واقعةً في الفئة العمرية ما بين الخامسة والعشرين والرابعة والأربعين عاماً، ونسبة 23.8% كانت ما بين الخامسة والأربعين والرابعة والستين، ونسبة 15.4% كانت ضمن فئة الخامسة والستين عاماً فما فوق. يوجد لكل 100 أنثى 92.3 ذكر، ويوجد لكل 100 أنثى في الثامنة عشر من عمرها فما فوق 88.2 ذكر.
بلغ متوسط دخل الأسرة في البلدة 36,477 دولارًا، أما متوسط دخل العائلة فبلغ 46,116 دولارًا. وكان متوسط دخل الذكور 31,939 دولارًا مقابل 26,435 دولارًا للإناث. وسجل دخل الفرد الخاص بالبلدة 19,593 دولارًا. وكانت نسبة 6.6% من العائلات ونسبة 8.9% من السكان تحت خط الفقر، وكان من هؤلاء نسبة 10.9% تحت سن الثامنة عشر ونسبة 9.8% في الخامسة والستين من العمر وما فوق.

### تعداد عام 2010
بلغ عدد سكان رورال هال 2,937 نسمة بحسب تعداد عام 2010، وبلغ عدد الأسر 1,249 أسرة وعدد العائلات 801 عائلة مقيمة في البلدة. في حين سجلت الكثافة السكانية 396.4 نسمة لكل كيلومتر مربع (1,026.7/ميل2). وبلغ عدد الوحدات السكنية 1,433 وحدة بمتوسط كثافة قدره 193.4 لكل كيلومتر مربع (500.9/ميل2).
وتوزع التركيب العرقي للبلدة بنسبة 72.80% من البيض و15.90% من الأمريكيين الأفارقة و0.24% من الأمريكيين الأصليين و0.48% من الأمريكيين ذوي الأصول الآسيوية و0.10% من سكان جزر المحيط الهادئ و8.07% من الأعراق الأخرى و2.42% من عرقين مختلطين أو أكثر و13.52% من الهسبانيون أو اللاتينيون من أي عرق.
بلغ عدد الأسر 1,249 أسرة كانت نسبة 31.5% منها لديها أطفال تحت سن الثامنة عشر تعيش معهم، وبلغت نسبة الأزواج القاطنين مع بعضهم البعض 44.7% من أصل المجموع الكلي للأسر، ونسبة 14.1% من الأسر كان لديها معيلات من الإناث دون وجود شريك، بينما كانت نسبة 5.4% من الأسر لديها معيلون من الذكور دون وجود شريكة وكانت نسبة 35.9% من غير العائلات. تألفت نسبة 30.2% من أصل جميع الأسر من عدة أفراد يعيشون في نفس المنزل ونسبة 11.5% كانت تتألف من شخص يعيش بمفرده يبلغ من العمر 65 عاماً أو أكثر. وبلغ متوسط حجم الأسرة المعيشية 2.35، أما متوسط حجم العائلات فبلغ 2.91.
بلغ العمر الوسطي للسكان 38.2 عاماً. وكانت نسبة 24.3% من القاطنين تحت سن الثامنة عشر، وكانت نسبة 7.3% بين الثامنة عشر والرابعة والعشرين عاماً، ونسبة 27.4% كانت واقعةً في الفئة العمرية ما بين الخامسة والعشرين والرابعة والأربعين عاماً، ونسبة 26.1% كانت ما بين الخامسة والأربعين والرابعة والستين، ونسبة 14.9% كانت ضمن فئة الخامسة والستين عاماً فما فوق. وتوزع التركيب الجنسي للسكان بنسبة 47.7% ذكور و52.3% إناث.

## وصلات خارجية
- الموقع الرسمي